# Afroedura
Genre
Afroedura est un genre de geckos de la famille des Gekkonidae.

## Répartition
Les 34 espèces de ce genre se rencontrent en Afrique australe.

## Liste des espèces
Selon The Reptile Database (26 décembre 2022) :
- Afroedura africana (Boulenger, 1888)
- Afroedura amatolica (Hewitt, 1925)
- Afroedura bogerti Loveridge, 1944
- Afroedura broadleyi Jacobsen et al., 2014
- Afroedura donveae Branch et al., 2021[3]
- Afroedura gorongosa Branch et al., 2017[4]
- Afroedura granitica Jacobsen et al., 2014
- Afroedura haackei (Onderstall, 1984)
- Afroedura halli (Hewitt, 1935)
- Afroedura hawequensis Mouton & Mostet, 1985
- Afroedura karroica (Hewitt, 1925)
- Afroedura langi (Fitzsimons, 1930)
- Afroedura leoloensis Jacobsen et al., 2014
- Afroedura loveridgei Broadley, 1963
- Afroedura major Onderstall, 1984
- Afroedura maripi Jacobsen et al., 2014
- Afroedura marleyi (Fitzsimons, 1930)
- Afroedura multiporis (Hewitt, 1925)
- Afroedura namaquensis (Fitzsimons, 1938)
- Afroedura nivaria (Boulenger, 1894)
- Afroedura otjihipa Conradie et al., 2022[5]
- Afroedura pienaari Jacobsen et al., 2014
- Afroedura pondolia (Hewitt, 1925)
- Afroedura pongola Jacobsen et al., 2014
- Afroedura praedicta Branch et al., 2021[3]
- Afroedura pundomontana Conradie et al., 2022[5]
- Afroedura rondavelica Jacobsen et al., 2014
- Afroedura rupestris Jacobsen et al., 2014
- Afroedura tembulica (Hewitt, 1926)
- Afroedura tirasensis Haacke, 1965
- Afroedura transvaalica (Hewitt, 1925)
- Afroedura vazpintorum Branch et al., 2021[3]
- Afroedura waterbergensis Jacobsen et al., 2014
- Afroedura wulfhaackei Branch et al., 2021[3]

## Publication originale
- Loveridge, 1944 : New geckos of the genera Afroedura, new genus, and Pachydactylus from Angola. American Museum Novitates, no 1254, p. 1-4 (texte intégral).